# Honda CBR 500F
Honda CBR 500F – sportowo-turystyczny motocykl Hondy produkowany od 1987 do 1993 roku na bazie modelu CBR 600 F1 (PC19 i PC21). Motocykl był sprzedawany wyłącznie w Australii, Meksyku oraz Austrii.
Motocykl został wyposażony w silnik o pojemności zmniejszonej do 498 cm³. Zmniejszono średnicę cylindra z 63 mm na 57.5 mm.